# Efecte cobra
L'efecte cobra, en política econòmica, es produeix quan un intent de solució a un problema en realitat empitjora la situació. Aquest terme s'utilitza per il·lustrar les causes de les iniciatives polítiques i econòmiques desencertades. El terme efecte cobra s'origina d'una anècdota datada en l'època del mandat britànic a l'Índia. El govern britànic estava alarmat per la gran quantitat de cobres verinoses que hi havia a Delhi, pel que ideà una manera d'exterminar la població de cobres pagant als habitants que portessin les pells de les serps que matessin. En veure l'oportunitat d'obtenir diners, la població va començar a criar cobres per després matar-les i rebre la compensació econòmica. El govern cancel·là aquest programa quan s'adonà del frau; com a conseqüència, les serps criades restants foren alliberades, perquè deixaren de tenir valor monetari, exacerbant doncs el problema inicial de superpoblació de cobres.